# Il tuo volto domani
Il tuo volto domani è un romanzo dello scrittore spagnolo Javier Marías.

## Struttura
Racconta la storia di Jaime o Jacobo Deza, ex insegnante all'Università di Oxford che dopo la separazione dalla moglie torna in Inghilterra e viene contattato dall'agenzia MI5 per attività di spionaggio. Lo stesso personaggio è apparso in Todas las almas (1989) ed è nominato in Negra espalda del tiempo (1998).
Altri personaggi importanti sono Sir Peter Wheeler, anche lui in passato insegnante nella stessa università, quindi dirigente dell'MI6; Bertram Tupra, decifratore di codici segreti e messaggi; la giovane e avvenente Pérez Nuix, di padre spagnolo e madre inglese; e un certo Rendel, austriaco che lavora per lo stesso ufficio.
Il romanzo, che qualcuno considera una trilogia, è uscito in tre volumi, Fiebre y lanza (2002), Baile y sueño (2004) e Veneno y sombra y adiós (2007), rispettivamente tradotti per Einaudi da Glauco Felici come Febbre e lancia (2003), Ballo e sogno (2007) e Veleno e ombra e addio (2010). Nella collana "Supercoralli" i volumi contano rispettivamente 372, 326 e 539 pagine, per un totale di 1237 pp. alle quali vanno aggiunte quelle di Interpreti di vite (2011, 27 pp.), originariamente apparso in appendice all'ed. economica spagnola (2008) quali schede di attività dell'agenzia presso la quale lavorano i protagonisti. Sono le schede su Silvio Berlusconi (scritta da Pérex Nuix), Michael Caine (scritta da Rendel) e Lady Diana (scritta da Bertram Tupra). 

## Stile
Il romanzo è molto ricco di trame e sottotrame, con riferimenti ad altre opere e a eventi storici, riflessioni estetiche, etiche e più in generale filosofiche, tali che la critica l'ha individuato come opera di poetica postmoderna, impressione rafforzata dal fatto che i personaggi provengono da, e vivono in, paesi diversi, viaggiano molto e parlano diverse lingue.

## Trama
1. Febbre
Dopo la separazione dalla moglie Luisa, Jaime o Jacques o Jacobo Deza vive a Londra e lavora per la BBC. A volte si vede con Peter Wheeler, professore presso l'Università di Oxford, che ha conosciuto tramite un amico comune, il professor Toby Rylands dello stesso giro di personaggi legati alla prestigiosa università. Wheeler lo invita a cena a casa sua, nel quartiere Cherwell, dove Deza incontra Bertram Tupra, un tipo misterioso verso il quale Deza prova interesse, ma non riesce a parlargli perché la conversazione è dominata da Rafita de la Garza, un invitato spagnolo. Dopo cena, Wheeler nomina Andrés Nin e Deza si aggira tra i libri di lui per cercare notizie e riferimenti. Vi trova libri del proprio padre, e un libro di Ian Fleming che lo mette in allarme.
2. Lancia
La mattina seguente, Wheeler ammette che stavano facendo un test su di lui, perché era stato suggerito da Rylands che Deza potesse essere coinvolto nella loro attività di sondaggio del futuro di persone indagate, sui quali preparano ritratti che ne definiscono il "volto domani", ovvero l'affidabilità, le possibili trasformazioni del carattere, i tradimenti ecc. Deza accetta e si unisce alla squadra di Tupra, andando a lavorare in un edificio all'esterno anonimo, dove conosce i colleghi Mulryan, Rendel e Patricia Pérez Nuix. In una lunga conversazione, Deza scopre diversi segreti della vita di Wheeler, tra cui il fatto che è stato sposato con Valerie, morta giovane. Seguono dubbi, ossessioni, inseguimenti, difficoltà di rapporto tra Deza e Tupra.
3. Ballo
Pérez Nuix chiede un favore a Deza: deve intervistare Tupra, metterlo alla prova. Deza conosce un certo signor Manoia, personaggio molto influente legato al Vaticano, e sua moglie Flavia che è incaricato di intrattenere. In una discoteca, mentre balla con la signora, appare Rafita de la Garza, che corteggia la donna poi scompare. La situazione è delicata e c'è un alterco nei bagni, con l'aiuto di Tupra.
4. Sogno
Mentre Rafita de la Garza sta tirando cocaina sulla tazza di un gabinetto, Tupra tira fuori dall'impermeabile una spada e la brandisce fino a terrorizzarlo, senza ferirlo. L'azione provoca però un attacco di panico in Deza, sempre catturato da ricordi lontani, suoi o raccontati da suo padre. Più tardi dice a Tupra che gli è sembrato eccessivo e domanda dove abbia imparato a usare la spada in quel modo. Tupra nomina i fratelli Kray, criminali dell'East End di Londra.
5. Veleno
A casa di Tupra la conversazione con Deza è interrotta da bevande e sigarette. I due parlano della tragica morte di Jayne Mansfield e di Manoia e sua moglie Flavia, operata al seno. Mentre ridono di cuore, Deza capisce cosa lo accomuna a quest'uomo: entrambi sono andati a letto con la Pérez Nuix. Più tardi Tupra gli mostra un video con scene imbarazzanti filmate di nascosto a persone importanti del mondo, per le quali è sempre possibile far partire un ricatto e quindi controllarle. Deza sente che conoscere queste cose è come essere avvelenati. Tra le persone del video, anche il padre della ragazza che lavora con loro in agenzia, e lo stesso Manoia mentre uccide un uomo.
6. Ombra
Deza sente imbarazzo per l'attacco a Rafita de la Garza e, scoperto che è in ospedale, va a trovarlo, ma pur non volendo provoca in lui terrore. Dopo aver accompagnato in alcuni viaggi Tupra, Deza vuole prendersi una vacanza e visitare Madrid, la sua ex moglie e i bambini. Qui scopra che Louise è in relazione con un certo Esteban Custardoy, falsario di quadri, che la maltratta. Lo rintraccia nel Museo del Prado, e lo segue.
7. Addio
Deza minaccia Custardoy con una pistola, ma gli risparmia la vita all'ultimo minuto, come Tupra con la sua spada. Questa cosa lo turba e tornato a Londra decide di lasciare il gruppo. Va a Oxford a parlarne con Wheeler. Questa volta il baronetto parla molto e gli racconta di sue missioni segrete ma, soprattutto, la storia della morte di sua moglie, che si è suicidata. Deza viene a sapere che il proprio padre è morto una settimana dopo il suo arrivo in Inghilterra e accelera così il ritorno a Madrid, dove si rivede con Louise, ma senza tornare a vivere insieme.

## Edizioni italiane
- Il tuo volto domani. 1. Febbre e lancia, trad. di Glauco Felici, Einaudi, Torino 2003 ISBN 88-06-16573-9 ISBN 88-06-17663-3
- Il tuo volto domani. 2. Ballo e sogno, trad. di Glauco Felici, Einaudi, Torino 2007 ISBN 978-88-06-17856-7 ISBN 978-88-06-20109-8
- Il tuo volto domani. 3. Veleno e ombra e addio, trad. di Glauco Felici, Einaudi, Torino 2010 ISBN 978-88-06-19413-0
- Interpreti di vite, trad. di Glauco Felici, Einaudi, Torino 2011 ISBN 978-88-06-20888-2